# 晏婴
晏婴（前578年—前500年），字仲，谥平，习惯上多称晏平仲，亦稱晏子。齊國萊地夷維人，祖籍为宋国。春秋後期外交家、思想家。
晏婴的父亲晏弱为宋穆公的曾孙，因宋国内乱而到齐国担任上大夫，被齐国赏赐以萊地作为封地。据说晏婴身材短小，其貌不扬，但头脑机敏，能言善辩。灵公二十六年，晏弱病死，晏婴继任为上大夫。历任灵公、莊公、景公三朝，辅政长达五十余年。晏婴平時生活節儉，謙恭下士。內輔國政，屢諫齊侯。對外他既富有靈活性，又能堅持原則，出使不受辱，捍衛了齊國的國格和國威。

## 生平

### 哭齐庄公
齊後莊公六年（前548年），大夫崔杼的妻子與齊後莊公通姦，為了復仇，崔杼設了美人局將莊公謀殺了。晏嬰得知之後，走到崔杼的家門外。左右問道：「您自殺以身殉君主嗎？」晏婴說：「就我一個人的君主嗎？我為甚麼要死？」左右又問：「那逃走嗎？」晏婴說：「是我的罪過嗎？我為甚麼要逃？」左右再問：「回去嗎？」晏婴說：「君主都死了，要回去哪？統治人民的，難道是用以凌駕於人民嗎？社稷才是真正的君主。為人臣者豈為了祿米？是為了保護社稷啊。所以君主為社稷而死，我也為君主而死；君主為社稷而逃亡，我也為君主而逃亡。如果他是為了自己的錯誤而死或逃亡，我又不是他的親寵之臣，誰願意這樣去作？而且有人都敢弒殺君主了，我何必自殺，何必逃亡，我又要回去哪？」門開後，晏嬰進去，伏在齊後莊公屍首上大哭，又起來跳了三次後，出去（古代喪俗「頓足」之禮），表示悲痛後就離開了。旁人對崔杼說：「一定要殺他。」崔杼說：「他有民望，放了他，以爭取民心罷。」

### 出使楚國
有一次，晏婴出使楚國。楚人因他身材矮小，看不起他，就在大門旁另開一道小門，請他從小門進去。晏婴不肯進去，說：「我若是出使狗國，那我便會走狗門進國，今天我是要出使楚國的，那我便不該走這個門。」接待的官員聽了，只好請他從大門進去。晏婴見到楚靈王。楚王問：「齊國難道沒有賢明的人了嗎？為何讓你作為使臣來到我國？」晏婴答道：「齊國的臨淄有三百閭（古代一閭為25戶），城民只要把袖子抬起足以遮蔽太陽，把身上的汗水灑下有如下雨，人們肩並著肩，腳尖挨著腳跟，怎麼會沒有人？」楚王又問：「那為什麼是選你做為使臣呢？」 晏婴回答：「齊國派遣使臣，都是把一名使臣派到適合他去的國家。賢能的人會被派去出使有賢能君主的國家，不夠賢能的人就被派去出使無品德君王的國家，嬰在齊國臣子之中，能力是最差的，所以被認為最適合出使楚國。」

### 屢勸景公
景公三十二年（前516年），东北方出現彗星。景公嘆息說：「堂堂！誰有此乎？」群臣皆憂然淚下。晏婴反而大笑，景公惱怒。晏婴說：「臣笑群臣諛甚。」景公說：「彗星出東北，當齊分野，寡人以為憂。」晏婴說：「君高臺深池，賦斂如弗得，刑罰恐弗勝，茀星將出，彗星何懼乎？」景公說：「可禳否？」晏婴說：「使神可祝而來，亦可禳而去也。百姓苦怨以萬數，而君令一人禳之，安能勝眾口乎？」當時景公大造宮室，養狗馬，奢侈無度，稅重刑酷，晏子借機諫止。
有一次，景公修建房舍，將要修建得非常漂亮。一天刮風下雨，景公和晏子一起入席飲酒。喝得正暢快時，晏嬰起身唱歌，唱道：「穗乎不得獲，秋風至兮殫零落，風雨之拂殺也，太上之靡弊也。」唱完，轉過頭流下了眼淚，跳起了舞。景公制止住他，說：「今日夫子為賜而誡於寡人，是寡人之罪」於是撤掉了酒席，罷徭役，停止修建房舍。
又有一次，連下三天的雪。景公披著用狐狸毛做的皮衣。晏嬰謁見，景公說：「奇怪啊！怎麼大雪降了三天，我卻感覺不到天氣寒冷呢？」晏嬰回答：「真的是天氣不寒冷嗎?」景公笑了。晏嬰說：「嬰聽說過，古代那些被稱為賢明的君主，雖然天天能吃飽卻能體會沒食物的人的饑餓，雖然穿著暖和卻能體會缺乏衣物的人的寒冷，雖然生活安逸穩定卻能體會努力工作的人的辛勞，為何君王您會不知道呢？」景公說：「你說得對！寡人知道該如何做了。」 於是下令廣發糧食，在路上見到的，不必問他們是哪鄉的；在里巷見到的，不必問他們是哪家的；巡視全國，統計數字，不記他們的姓名。士人已任職的，就發給兩個月的糧食，病困的人發給兩年的糧食。孔丘聽到後說：「晏子能明其所欲，景公能行其所善也。」

### 拔擢賢才
有一次，晏婴外出，在路上遇到被囚禁之中的越石父。把他贖出來，用車載回家。晏婴沒有向越石父告辭，就走進屋內，過了很久沒出來，越石父請求與晏婴絕交。晏婴大吃一驚，道歉說：「嬰雖然不是個仁者，但好歹讓先生幸免於災厄，為何先生這麼快便與嬰絕交呢？」越石父說：「不是這樣的。我聽說過，君子對於不能理解自己的人會表現得笨拙，而對能理解自己的人會表現精明。剛才我尚在囚車之中時，先生不知道我這個人如何，卻選擇救了我，既然先生認為我值得相助而出手救了我，那我便將先生視為能理解我的人；一個能理解我的人卻不願以用禮對待我，那我還不如繼續待在囚車之中。」於是請他進屋待爲貴賓。
晏婴一次坐車外出，車夫的妻子從門縫偷看她的丈夫。他丈夫替宰相駕車，遮著大傘，趕著四匹馬，志氣揚揚，十分得意。車夫回到家裏，妻子要求離婚，車夫問原因，妻子說：「晏子身高還不到六尺，但他作為齊國相國，在諸侯之間名聲響亮。今天妾看到他，志向宏達遠大，但態度仍是謙恭。而你身高有八尺，只作為人家的車夫，但態度卻相當得意，妾所以想求離婚。」從此，車夫就謙虛恭謹起來。晏婴感到奇怪，問他原因，車夫如實相告。晏婴就推薦他為大夫。

### 去世
景公四十八年（公元前500年），晏婴病重，在柱子上鑿了個洞，把一封信放在裏面，對他的妻子說：「這柱子裏的信，孩子長大了以後，拿給他看。」不久，晏婴病逝。
待兒子長大後打開信，見信上寫：「布帛不可以缺少，缺少了就沒有衣服穿；牛馬不可以缺少，缺少了就沒有拉車的；士不可以缺少，缺少了就沒有官可以任用；國家不可以窮困，窮困了就不可推行政令。」
现存晏婴墓在山东淄博齐都镇永顺村东南约350米。
子晏圉。

## 評價
- 孔子：「晏平仲善与人交，久而敬之。」「救民百姓而不夸，行补三君而不有，晏子果君子也！」「不以已之是，驳人之非，逊辞以避咎，义也夫！」
- 齐景公：「子大夫日夜责寡人，不遗尺寸，寡人犹且淫泆而不收，怨罪重积于百姓。今天降祸于齐，不加于寡人，而加于夫子，齐国之社稷危矣，百姓将谁告夫！」[11]
- 孟子：「管仲以其君霸，晏子以其君显。」[12]
- 曾子：「晏子可谓知礼也已，恭敬之有焉。」[13]
- 司馬遷：「方晏子伏庄公尸哭之，成礼然后去，岂所谓‘见义不为无勇者’耶？至其谏说，犯君之颜，此所谓‘进思尽忠，退思补过’者哉！假令晏子而在，余虽为之执鞭，所忻慕焉。」[14]
- 苏轼：「贤哉晏平仲，事君不以私。」[15]

## 逸聞

### 二桃殺三士
據《晏子春秋》所載，當時有公孙接、田开疆、古冶子三名大将，恃勇而骄，甚至连齐相晏婴都不放在眼里。晏婴于是与景公商议除掉三人，并让景公将两只桃子赐给三人，让三人按照功劳大小吃桃子。公孙接、田开疆二人各自夸耀自己的功绩，并先后取走两只桃子。古冶子见状不服，在陈述了自己的功绩后，与公孙接、田开疆拔剑相向。公孙接、田开疆见状，自感羞愧，双双交出桃子，自刎身亡。古冶子见二人自杀，也感到万分羞愧，不愿独生，当场自刎身死。景公下令厚葬三人。
後來汉朝齐鲁民歌兼乐府诗《梁父吟》抒發對三位勇士犧牲的感嘆，也對晏子的權謀也稍稍做了諷刺。

## 延伸阅读
[在维基数据编辑]
 在维基文库阅读此作者作品
 《史記/卷062》，出自司馬遷《史記》